# Bohusranunkel
Bohusranunkel (Ranunculus cymbalaria) är en växtart i familjen ranunkelväxter.